# زمخشر
زمخشر، بلدة صغيرة بنواحي خوارزم، حتى إنها دخلت في جملة المدينة عندما كثرت العمارة في هذه الأخيرة. ينسب إليها جمع من العلماء منهم أبو القاسم محمود بن عمر الزمخشري النحوي الأديب المفسر صاحب كتاب أساس البلاغة والكشاف عن حقائق التنزيل في تفسير القرآن وكتاب الفائق في غريب الحديث والمفصل في النحو.
قال الزمخشري في الرسالة التي كتبها لأبي طاهر السلفي جوابا عن استدعائه له قال في آخره وأما المولد فقرية مجهولة من خوارزم تسمى زمخشر قال وسمعت أبي رحمه الله يقول اجتاز بها أي مر بها ووقع في نسخة شيخنا اجتازها أعرابي فسأل عن اسمها واسم كبيرها أي رئيسها فقيل اسم القرية زمخشر اسم كبيرها الرداد فقال لا خير في شر ورد، رجع وولم يلمم بها، أي لم يدل من ألم بالمكان إذا ورده.
وله قال السيد أبو الحسن علي بن عيسى بن حمزة الحسني

جميع قرى الدنيا سوى القرية التي 
تبوأها دارا فداء زمخشرا 
وأحر بأن تزهى زمخشر بإمرئ
إذا عد في أسد الشري زمخ الشري

## أعلام
- الزمخشري